# Сампьетрино

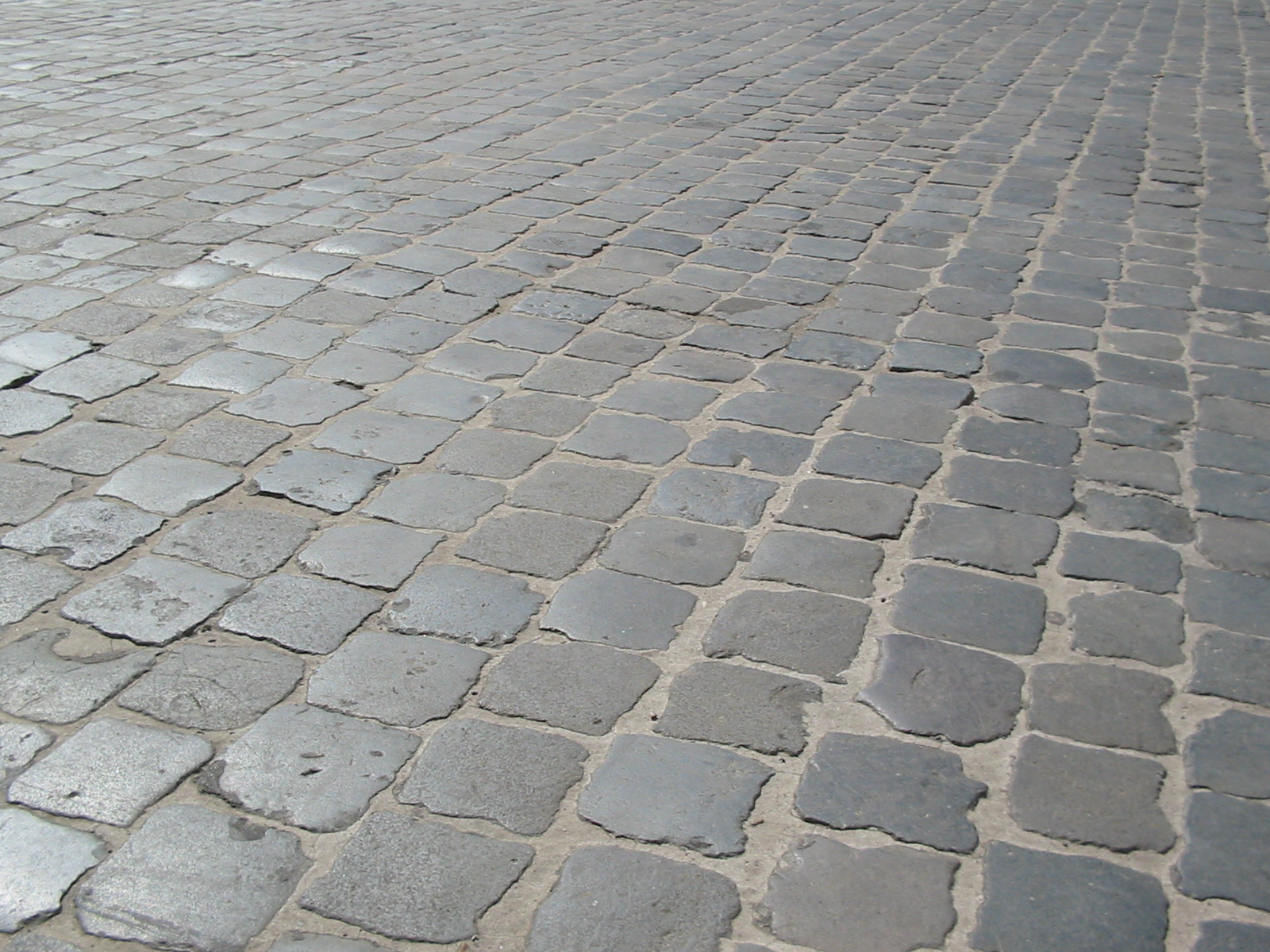
Сампьетрини

Сампьетрино (итал. sampietrino, мн. sampietrini) или санпьетрино (sanpietrino, от итал. San Pietro — Святой Пётр) — каменный дорожно-строительный материал в виде брусков из тёмного порфира, имеющих форму, близкую к прямому параллелепипеду с квадратным основанием. Применяется для мощения площади Святого Петра, от которой и получил своё название, и улиц в историческом центре Рима.
Сампьетрино изготавливается в основном в трёх размерах: 12×12×18 см, 12×12×6 см (наиболее распространённый) и 6×6 см (редкий, встречается, например, на пьяцца Навона). Использование сампьетрино началось во второй половине XVI века, при папе Сиксте V, когда им были вымощены все главные улицы Рима, так как этот камень лучше других дорожных покрытий того времени подходил для движения повозок.
Сампьетрини не требуется цементировать, они укладываются в песок или пуццолан, оставляя небольшие щели для оттока воды. Сампьетрини легко подстраиваются под неровности поверхности, обладают большой прочностью и могут выдерживать сильные движения почвы. К недостаткам покрытия из сампьетрино относят то, что покрытая площадь становится со временем неровной, а также скользит при намокании.
Сампьетрино не подходит для очень загруженных дорог, предназначенных для автомобильного движения на большой скорости. В настоящее время он используется на исторических либо очень узких улицах в центре Рима (например, в районе Трастевере) с редким и не слишком грузонапряжённым движением.
В июле 2005 года мэр Рима Вальтер Велтрони заявил, что покрытие из сампьетрино может быть опасно для мопедов и другого двухколёсного транспорта, а при движении грузового транспорта производит сильный шум и вибрацию, способную повредить близлежащие здания. Хотя эти проблемы и связаны во многом с отсутствием надлежащего ухода за дорогами, сампьетрини будут постепенно замещаться другими покрытиями. Было решено оставить их нетронутыми только в пешеходных зонах и улицах, где необходимо сохранить исторический облик.